# Крутой (Чертковский район)
Круто́й — хутор в Чертковском районе Ростовской области.
Входит в состав Донского сельского поселения.

## Население
| 2010 |
| ---- |
| 143  |

## Улицы
На хуторе имеются две улицы — Новая и Южная.